# Isola di re Giorgio
L'isola di re Giorgio (in spagnolo nota anche come: Isla 25 de Mayo in ricordo della giornata nazionale argentina, che la rivendica, mentre la Russia e gli Stati Uniti  si riservano il diritto di rivendicarla) è la più grande delle isole Shetland Meridionali; si trova a 120 chilometri dalla costa dell'Antartide (da non confondere con un'altra isola San Giorgio nelle isole Falkland).
Il 90% dell'isola è coperta dal ghiaccio, che la renderebbe un posto ideale per animali come pinguini e foche, ma è anche meta di crociere turistiche. Nel 1819 è stata vittima di atti di bracconaggio da parte di cacciatori che operavano nei pressi dell'isola per ricavare pellicce animali.
Sempre nel 1819 William Smith scoprì l'isola, ma a sbarcarvi per primi furono 11 persone dell'equipaggio della nave Lord Melville nel 1821.
Sull'isola sono state allestite basi scientifiche, e di conseguenza, per le necessità della pur piccola popolazione residente e degli occasionali visitatori, anche un ospedale, l'ufficio postale, una scuola, un albergo e un negozio di souvenir.
Nell'isola è situato l'aeroporto di Teniente Re Marsh, si tratta dell'unico aeroporto nel continente che serve voli anche per i turisti.

## Ghiacciai
Nel territorio dell'isola sono presenti i ghiacciai:
- Ghiacciaio del Drago
- Ghiacciaio Eldred
- Ghiacciaio Goetel
- Ghiacciaio Noble
- Ghiacciaio Poetry
- Ghiacciaio Wanda